# Pałac w Krotoszynie
Pałac w Krotoszynie – zabytkowy pałac w Krotoszynie.
Franciszek Zygmunt Gałecki herbu Junosza przebudował zamek na pałac i założył ogród ze zwierzyńcem. F. Gałecki ożenił się z Rozalią Dzieduszycką herbu Sas, z którą miał córkę Zofię Annę. Od frontu główne wejście, nad którym znajduje się balkon z żeliwną balustradą a powyżej kartusz (medalion) z herbem Junosza Gałeckich. Herby Junosza i Sas widniały na bramie wjazdowej.
Obiekt wybudowany w 1692 jest częścią zespołu pałacowego, w skład którego wchodzi jeszcze park, obecnie park miejski im. Wojska Polskiego z XIX w.

Herb Junosza Franciszka Gałeckiego